# Hexafluorfosforzuur
Hexafluorfosforzuur is een anorganisch zuur met als brutoformule HPF6. Het is een corrosief en toxisch sterk brønstedzuur.

## Synthese
Hexafluorfosforzuur wordt onder meer gevormd door de reactie van waterstoffluoride met fosforzuur:
{\displaystyle \mathrm {6\ HF\ +\ H_{3}PO_{4}\ \longrightarrow \ HPF_{6}\ +\ 4\ H_{2}O} }
Een alternatieve methode is de reactie van waterstoffluoride met fosforpentafluoride:
{\displaystyle \mathrm {PF_{5}\ +\ HF\ \longrightarrow \ HPF_{6}} }

## Eigenschappen
Bij gewone omgevingstemperatuur is het instabiel en ontleedt snel in fosforpentafluoride en waterstoffluoride. Het is enkel stabiel als het is opgelost in water of andere polaire stoffen. In water is het vrijwel volledig gedissocieerd in protonen (H+) en hexafluorfosfaat-anionen (PF6−). Commercieel hexafluorfosforzuur is een oplossing van ongeveer 65% en bevat ook nog waterstoffluoride, difluorfosforzuur, monofluorfosforzuur en fosforzuur die met elkaar in evenwicht zijn.
Uit een geconcentreerde oplossing van hexafluorfosforzuur kristalliseert bij 31,5 °C het zogenaamde kristallijn hexafluorfosforzuur, dat een hexahydraat is. Hierin bevinden de PF6−-anionen zich in afgeknotte-octaëdervormige kooien, gevormd door watermoleculen en protonen. Uit NMR-studies blijkt dat het kristalrooster ook een significante hoeveelheid waterstoffluoride bevat.

## Toepassingen
Hexafluorfosforzuur is een katalysator voor een aantal chemische reacties: het is bijvoorbeeld een initiator van de polymerisatie van tetrahydrofuraan en andere epoxiden.
Het wordt gebruikt als reagens voor de vorming van hexafluorfosfaten of bij fluoreringen, zoals de omzetting van 2-broomaniline in 2-broomfluorbenzeen in een gewijzigde Schiemann-reactie.
Hexafluorfosforzuur wordt gebruikt bij het reinigen of polijsten van metaaloppervlakken; een verdunde oplossing van hexafluorfosforzuur kan bijvoorbeeld gebruikt worden om het oppervlak van aluminium te etsen vóór het anodiseren.